# 조세프 샐뱃
조세프 샐뱃(Josef Salvat, 1988년 10월 28일 ~ )은 오스트레일리아의 싱어송라이터이다.